# Тальнишная
Тальнишная — упразднённая деревня в Уватском районе Тюменской области. Вошла в черту деревни Луговослинкина  в составе Горнослинкинского сельского поселения как улица Тальнишная. Встречается вариант названия - Тальничина.

## География
Находилась на левом берегу Иртыша на расстоянии примерно 40 километров на юг от районного центра села Уват.
Климат
Климат с продолжительной и холодной зимой с сильными ветрами и метелями, непродолжительным теплым летом, короткими переходными весенним и осенним сезонами. Среднемесячные значения изменяются от минус 22,0-19,2°С в январе до плюс 16,9-17,6°С в июле; при этом средняя температура зимних месяцев составляет минус 17,7-20,6°С, летних — плюс 14,6-15,6°С. Среднегодовое количество осадков составляет 559—676 мм. Устойчивый снежный покров образуется в среднем в конце октября. Число дней с устойчивым снежным покровом составляет 185—189 дней.

## История
Основатель деревни - Тальнишний Степан Алексеевич, из крестьян, уроженец г. Тобольска.
В 1836 г. входила в Уватскую волость.
В 1893 г. входила в Уватскую волость. Насчитывала 6 дворов и 51 жителя (27 муж., 24 жен.).
Была зафиксирована в 1903 году.
В 1904 г. насчитывала 8 дворов и 44 жителя (19 муж.,25 жен.).
В 1912 г. входила в Новосельскую волость.
В 1916 г. входила в Новосельскую волость.
В 1920 г. входила в Новосельскую волость.
В 1924 г. входила в Тобольский р-н, Алымский сельский совет, и насчитывала 9 дворов и 47 жителей.
В 1926 г. входила в Алымский сельский совет, и насчитывала 9 дворов и 50 жителей. 
В 1928 г. входила в Алымский сельский совет, и насчитывала 8 дворов, 58 жителей (32 муж., 26 жен.).
В 1938 - 1954 гг. входила в Горно-Слинкинский сельский совет.
В 1957 г. входила в Горно-Слинкинский сельский совет.
К 1969 году входил в Горнослинкинский сельский совет.
В 1970-е годы вошла в состав деревни Луговослинкина.

## Инфраструктура
Личное подсобное хозяйство. На 2021 год на ул. Тальнишная стоят 4 дома: № 1, № 3, № 4, № 9.

## Транспорт
Водный транспорт. Деревня стояла по Березовскому водяному почтовому тракту.
Деревня стояла на проселочной дороге по которой можно было проехать зимой.